# Amaurornis
Amaurornis es un género de aves gruiformes de la familia Rallidae, ampliamente distribuido en el Sudeste asiático y archipiélago malayo hasta Nueva Guinea, y una especie en África y otra en Madagascar.

## Especies
El género Amaurornis incluye nueve especies:
- Amaurornis akool - Sudeste asiático.
- Amaurornis bicolor - Sudeste asiático.
- Amaurornis flavirostra - África subsahariana.
- Amaurornis isabellina - Célebes.
- Amaurornis magnirostris - islas Talaud (N Molucas).
- Amaurornis moluccana - Molucas, Nueva Guinea, Australia.
- Amaurornis olivacea - Filipinas.
- Amaurornis olivieri - Madagascar.
- Amaurornis phoenicurus - Sudeste asiático, archipiélago malayo.